# فهرست برنامه‌های من‌وتو
شبکهٔ تلویزیونی من و تو برنامه‌های گوناگون فارسی‌زبان مانند سرگرمی، مستند، ورزشی، و اخبار دارد.
فهرست این برنامه‌ها به شرح زیر است:

## هنر و سرگرمی

### ۳ فاز و نیم
یک برنامه تلویزیونی طنز که در قالب داستان‌های کوتاه که در برخی موارد برگرفته از برنامه‌های مشابه غربی‌ست، به مسایل و اتفاقات روزانه جامعه ایرانی می‌پردازد.

### آکادمی موسیقی گوگوش
آکادمی موسیقی گوگوش یک مسابقه تلویزیونی خوانندگی با داوری گوگوش، هومن خلعتبری و بابک سعیدی بود که در آن پیش از مسابقه به شرکت کنندگان آموزش خوانندگی هم داده می‌شد. آکادمی جای خود را به استیج داد.

### استیج
استیج یک مسابقه خوانندگی با پخش زنده برای کشف استعدادهای ناشناخته بود. شرکت کنندگان در این مسابقه در قالب چهار گروه برای کسب جایزه ۵۰ هزار دلاری آن به رقابت می‌پرداختند. داوران مسابقه بابک سعیدی، رضا روحانی، حامد نیک‌پی و شهرام آذر بودند.

### امریکاز گات تلنت
برنامه استعدادیابی بسیار مشهوری است که من و تو حق پخش آن را خریده و چند فصل از آن را پخش کرده‌است. مجری برنامه تری کروس و داوران آن هاوی ماندل، هایدی کلوم، سوفیا ورگارا و سایمون کاول هستند.وساعت آن ‌..‌..

### شعر یادت نره!
شعر یادت نره یک مسابقه است که در آن چهار نفر با شرکت در این برنامه بخت خود را برای بردن جایزهٔ ۱۰٬۰۰۰ دلاری می‌آزمایند. در این برنامه شرکت کننده می‌بایست در ۵ مرحله ادامهٔ شعری را از یک ترانه از حفظ بخواند. این ترانه‌ها از پیش مشخص شده و مجری برنامه نام ترانه را می‌گوید. بعد از گفته شدن نام ترانه‌ها گروه موسیقی جادو با همراهی خوانندگانی مانند سحر و.. آن کار را اجرا می‌کنند و بعد از متوقف شدن آهنگ شرکت کننده موظف است جاهای خالی یا بقیه شعر را کامل کند. جایزهٔ ده هزار دلاری نیز از قبل انتخاب شده‌است. مجری این برنامه امید خلیلی می‌باشد و راهنمایی هم دارد. حق پخش این برنامه از برنامه اصلی یعنی don't forget the lyrics خریداری شده‌است. در سری جدید این برنامه اسم این برنامه به جای شعرخالی تغییر یافته‌است.

### بفرمایید شام
بفرمایید شام یک مسابقه تلویزیونی دربارهٔ آشپزی است. امتیاز این به برنامه از تلویزیون آی تی وی سراسری (ITV Global) بریتانیا به وسیلهٔ شرکت شبکه تلویزیونی مرجان خریداری شده‌است. در این برنامه چهار آشپز غیرحرفه‌ای برای تهیه غذایی بهتر با یکدیگر رقابت می‌کنند، آنها یکدیگر را به منازل یکدیگر دعوت کرده و از هم پذیرایی می‌کنند و در نهایت با دادن امتیاز به یکدیگر جایزهٔ نقدی به مبلغ ۱۰۰۰ پوند دریافت می‌کنند.
پس از موفقیت بفرمایید شام، برنامه‌ای به نام شام ایرانی با تقلید از آن روانه شبکه نمایش خانگی ایران شد.

### چرا که نه؟
چرا که نه یک مجموعه تلویزیونی فرهنگی دربارهٔ فعالیت‌های شغل‌های مختلف است. در هر قسمت این برنامه تلویزیونی ندا جناب به فعالیتی ویژه از جمله شغل‌های گوناگون، ورزش‌های گوناگون، رانندگی وسایل نقلیه غیر روزمره، زیبایی و مدیریت کسب و کارهای گوناگون می‌پردازد.

### من و تو پلاس
من و تو پلاس یک مجله تلویزیونی یک ساعته است که به صورت زنده از شبکه من وتو پخش می‌شود. خبرهای مربوط به افراد مشهور ایران و جهان، تازه‌های دنیای مد، آخرین دستاوردهای علمی، مسائل روانشناسی، ویدیوهای پربیننده، دنیای ورزش، گزارش‌ها و گفت‌وگو با مهمانان، بخش‌های مختلف این برنامه را تشکیل می‌دهد. در تاریخ شنبه پنجم اسفند ۱۳۹۶، دو هزارمین قسمت این برنامه از شبکه من و تو پخش شد ولی در تابستان ۱۴۰۲ این برنامه از لیست برنامه های شبکه منوتو حذف شد.

### سالی تاک
سالی تاک (به انگلیسی: Sali Talk) یک برنامه تقریباً طنز است که به رویارویی مستقیم و موشکافانه با معضلات و مشکلات معیشتی و کار و سایر امور جوانان ایرانی می‌پردازد. این برنامه توسط سالومه سیدنیا اجرا می‌شود که اسم برنامه هم برگرفته از اسم همین مجری است.

### جواب
جواب یک برنامه تلویزیونی برای پاسخ‌گویی به پرسش‌ها و انتقادهای بینندگان تلویزیون من و تو ۱ است.

### کریس انجل
در این برنامه کریس انجل استاد شعبده‌بازی، جادوگری‌ها و شعبده‌بازی‌های خود را در خیابان و در بین مردم انجام می‌دهد.

### سینما، سینما
این برنامه به بررسی و تحلیل تخصصی فعالیت‌های سینمایی ایران و جهان می‌پردازد.

### ستاره سینما
این برنامه ضمن تحلیل و نقد هنری اجتماعی فیلم فارسی به گفتگو با بازیگران قدیمی ایران و خاطرات آنها می‌پردازد.

### شب جمعه
برنامه‌ای است شاد و سرگرم‌کننده با تمرکز بر موسیقی و رقص و آواز. در این برنامه یک ساعته که از تولیدات جدید من و تو است هر هفته دو گروه متفاوت متشکل از افراد شناخته‌شده ایرانی با همدیگر مسابقه می‌دهند. دو سر گروه همیشگی این برنامه سام و شیرین هستند. مجری این برنامه آریا و دی جی این برنامه نیز گلناز حسینی  است. از مسابقه‌های ای برنامه به: حدس آهنگ، برعکس و سرته، لیپسینگ، رپش کن، و . . . می‌توان اشاره کرد.

### اکو
از تولیدات جدید شبکه من و تو است. این برنامه علاوه بر اخبار موسیقی ایران و جهان، شامل مصاحبه با موسیقی‌دانان، اجرای زنده در استودیو، معرفی نرم‌افزارها و گجت‌های مربوط به موسیقی و همچنین گزارش‌هایی از مراحل ضبط و تهیه موسیقی است.

## سیاسی، خبری

### ساعت پرسش
ساعت پرسش برنامه‌ای هفتگی از تلویزیون من و تو با اجرای تینا قاضی‌مراد که در آن بینندگان به طور زنده و همزمان، به همراه میهمانان برنامه در مناظره‌ای درباره چالش‌برانگیزترین پرسش‌ها و موضوعات روز کشور ایران و جهان شرکت می‌کنند.

### اتاق خبر
یک بخش خبری یک ساعته زنده دربارهٔ اخبار روز ایران و جهان. این برنامه از بخش‌های مختلفی مانند ارائه اخبار، گزارش‌های ویژه، گزارش‌های ارسال شده توسط مردم از داخل ایران، مهمترین موضوعات مطرح شده در شبکه‌های اجتماعی و گفت‌وگو با کارشناسان و مهمانان تشکیل شده‌است. سردبیر برنامه تینا قاضی مراد است.

#### اتاق خبر با پوریا زراعتی
برنامه‌ای جدید که نیمه شب پنج‌شنبه شب‌ها (بامداد جمعه) به صورت زنده به روی آنتن می‌رود. این برنامه سعی دارد نگاهی عمیق‌تر به اهم رویدادهای هفته‌ای که سپری شد یا پیش‌روست داشته باشد. محوریت این برنامه بررسی دقیق‌تر اخبار از زوایای مختلف و بهره‌وری از نظرات کارشناسی در گفتگو با تحلیل‌گران و روزنامه‌نگاران خارجی و ایرانی در حوزه‌های مختلف خبری است.

### دکتر کپی
دکتر کپی یک برنامه طنز تلویزیونی با محتوای سیاسی و اجتماعی، در این برنامه یک میمون انیمیشنی مسائل سیاسی را با نگاهی طنز بررسی می‌کرد.

### شبکه نیم
برنامه طنز عروسکی با نگاه انتقادی به مسائل و مشکلات اجتماعی و سیاسی ایران. در این برنامه از کاراکتر عروسکی شخصیت‌های دولتی ایران استفاده شده‌است.

### دوراهی
یک برنامه اجتماعی است که بیشتر به مشکلات، معضلات و چالش‌های اجتماعی و فرهنگی قشر نوجوان و جوان داخل ایران می‌پردازد.

### رپرتاژ
برنامه‌ای که در آن تلاش می‌شود با تکیه بر گزارش‌های ارسالی توسط شهروندان از داخل ایران، در بارهٔ موضوعات مطرح شده - که عمدتاً از مشکلات گروهی از مردم است - از طریق گفت و گو با مسئولان مربوط تحقیق و پی‌گیری شود.

### روبه‌رو
این برنامه یک گفت‌وگو و مناظره سیاسی - اجتماعی است که در آن کارشناسانی با دیگاه‌های متفاوت در یک میزگرد دربارهٔ موضوع مطرح شده با هم بحث و مناظره می‌کنند. در هر قسمت از این برنامه یکی از کارشناسان موضوعی را مطرح می‌کند و کارشناسان دیگر هر کدام ده دقیقه فرصت دارند تا دربارهٔ آن دیدگاه‌های خود را بیان کنند.

## ورزشی

### آفساید
آفساید برنامه‌ای فوتبالی با رویکرد ارتباط با مخاطب است. مروری بر اتفاقات هفتگی فوتبال ایران و جهان و مطالبی آموزشی در ارتباط با فوتبال ساختار اصلی این برنامه را تشکیل می‌دهد.

### فوتبال جهانی فیفا
برنامه‌ای است که هر هفته یک بار پخش می‌شود و موضوع آن فوتبال است

### رختکن
در این برنامه زنده، امید، فریبرز و شهرام به رویدادهای فوتبال ایران و جهان می‌پردازند. این برنامه دوشنبه شب‌ها ساعت ۲۳:۰۰ روی منوتو آنتن می‌رود.

## مجموعه‌های مستند و علمی

### تک شو
برنامه تک شو به معرفی فناوری روز می‌پردازد. تِک مخفف تکنولوژی به معنای فناوری است.

### جهشی در علم با مورگان فریمن
در این برنامه [جهشی در علم با مورگان فریمن] موضوعاتی در بارهٔ نجوم‌شناسی مطرح و دربارهٔ آنها گفتگو می‌شود که مجری این برنامه مورگان فریمن است

### گریتست هیتز
گریتست هیتز (Greatest Hits) هر هفته در این برنامه یک آهنگساز یا ترانه‌سرا معرفی می‌شود و ده نمونه از کارهای هنرمند گلچین می‌گردد. همچنین با اجرا کننده‌های این آثار هم مصاحبه می‌شود و از زبان خودشان راجع به احساس و خاطراتی که از اجرای چنین آثار به یاد ماندنی دارند سؤال می‌شود. برای مثال کسانی که در این برنامه معرفی می‌شوند، هنرمندانی هستند چون سیاوش قمیشی، مسعود فردمنش، اردلان سرفراز، صادق نوجوکی، زویا زاکاریان، مسعود امینی، اسفندیار منفردزاده، منصور تهرانی و …

### رویدادهای تجربی (اکسپریمنتال)
رویدادهای تجربی، اکسپریمنتال در جستجوی عجیب‌ترین آزمایش‌هایی که تا به حال در جهان انجام شده‌است سفر کرده و دانشمندان مسئول آنها را به تکرار این آزمایش‌های عجیب در مقابل دوربین‌ها دعوت می‌کند و این آزمایش‌های عجیب را بازسازی می‌کند. بسیاری از آنها نقش مهمی را در تحقیقات واقعی علمی بازی کرده‌اند و بعضی از آنها نیز در نهایت منجر به کشفیات علمی حیرت‌آور یا کاربردهای واقعی می‌شوند. برنامه اکسپریمنتال به سراغ همه شاخه‌های علمی که بتوان تصور کرد می‌رود. در این برنامه با آزمایش‌های عجیب و غریب، به شوخی با علوم پرداخته می‌شود.

### مهمان ناخواندهٔ من
این مجموعه به بررسی موارد انگل‌های انسانی می‌پردازد.

### ما و فرازمینی‌ها
ما و فرازمینی‌ها مجموعه تلویزیونی دوبله شده از شبکه من و تو است، دربارهٔ موجودات فرازمینی و نقش آنان در تاریخ و تمدن بشریت و رابطه پیشینیان با خدایان و نظریهفضانوردان باستان.
پیام اضطراری
پیام اضطراری مجموعه تلوزیونی دوبله شده از شبکه منوتو است،این برنامه درباره برسی سوانح هوایی مربوط به هواپیماهای تجاری در نقاط مختلف جهان می باشد

## دیگر مجموعه‌ها

### افسانه‌های کاغذی
افسانه‌های کاغذی با اجرای محمود کویر نام یک نمایشنامه کاغذی از شبکهٔ من و تو است. در این نمایشنامه به روایت محمود کویر برخی از داستان‌های شاهنامه فردوسی همچون آفرینش، زال و رودابه، هفت خوان رستم، بیژن و منیژه، بهرام چوبینه و رستم و سهراب از شاهنامه فردوسی را به نمایش درآمدند. البته تسلط راوی بر شاهنامه کافی نبود و وی در قسمت دهم این مجموعه برنامه، جانوری در داستان پادشاهی بهرام گور، یعنی کَرگ را گُرگ تلقی کرده و بر مبنای آن داستان روایت و تصویر سازی شد.

### به زندگی من خوش آمدید
مجموعه مستندهایی از تولیدات شبکه من تو است که در هر قسمت از آن بیننده‌ها با زندگی یکی از ایرانیان موفق در گوشه و کنار جهان آشنا می‌شوند. در این برنامه با هر کدام از این افراد به شکل صمیمانه گفت و گو می‌شود و شاهد زندگی واقعی آن‌ها در منزل و محل کارشان هستیم.و آخرین فرد موفق ایرانی که در برنامه بود (شالی زُمردی)یکی از مجری های ایرانی-آمریکایی شبکه فاکس نیوز
مهمان ایرانی موفق این مستند عالی بود.

### تونل زمان
این برنامه سفری است به ایران قدیم (به خصوص دهه پنجاه خورشیدی) و مرور خاطرات گذشته. مرور فیلم‌ها، روزنامه‌ها، عکس‌ها و مجلات قدیمی بخش‌هایی از این برنامه را تشکیل می‌دهد. مجری این برنامه سحر ساغرچی است.

### اقتصاد با شیدا هوشمندی
برنامه‌ای هفتگی با محوریت موضوع اقتصاد و با هدف اطلاع‌رسانی و تحلیل مسائل اقتصادی روز ایران و جهان.

### ببین تی وی
یک برنامه «رئالیتی» که در هر قسمت از آن شرکت‌کننده‌های مختلف در کنار دوستان یا اعضای خانواده‌شان گوشه‌هایی از برنامه‌های تلویزیونی هفتگی شبکه‌های فارسی‌زبان را تماشا می‌کنند و دربارهٔ آن نظر می‌دهند. این برنامه در اصل Gogglebox (گاگل باکس) نام دارد که در ۱۷ کشور جهان تهیه و پخش شده. تلویزیون من و تو امتیاز تهیه این برنامه را خریداری کرده و برای اولین بار این برنامه را به صورت همزمان در دو کشور مختلف (انگلستان و کانادا) تهیه کرده‌است.

### به زندگی من خوش آمدید
مجموعه مستندهایی از تولیدات شبکه من تو است که در هر قسمت از آن بیننده‌ها با زندگی یکی از ایرانیان موفق در گوشه و کنار جهان آشنا می‌شوند. در این برنامه با هر کدام از این افراد به شکل صمیمانه گفت و گو می‌شود. هر هفته یک بار پخش می‌شود

### سمت نو
برنامه‌ای هفتگی با محوریت زنان، مسائل، چالش‌ها و مشکلات آن‌ها. در این برنامه دربارهٔ دیگر موضوعات داغ روز که مرتبط با زنان باشد نیز بحث، گفت‌وگو و تبادل نظر می‌شود.

### امید اِی‌اِم
یک پادکست تصویری زنده با اجرای امید خلیلی است که در آن همراه با مهمان یا مهمان‌های برنامه با بینندگان درباره مسائل روز گفتگو می‌شود.

## مستندها
بخشی از تولیدات این شبکه است با محوریت موضوعات متفاوت تاریخی، اجتماعی و سیاسی ایران. در این مستندها فیلم‌های آرشیوی کمتر دیده شده و نظرات کارشناسان متفاوت به کار گرفته شده‌است. از جمله این مستندها می‌توان به این موارد اشاره کرد:
- از تهران تا قاهره
- رضا شاه
- انقلاب ۵۷
- مستند ۸۸ (دربارهٔ وقایع پس از انتخابات ریاست جمهوری سال ۸۸ در ایران)
- شب بود (دربارهٔ فریدون فرخزاد)
- شهبانو (نگاهی به زندگی فرح پهلوی از کودکی تا امروز)
- ۳۷ روز
- پیشوای آلمان
- رؤیای آزادی
- خانه ملت
- انقلاب اسلامی به روایت تصویر
- برگزیده و برگزیننده
- انقلاب ۵۷ از شایعه تا واقعیت
- آدرس بهارستان
- مردان دیروز؛ امامعلی حبیبی
- مردان دیروز؛ حشمت مهاجرانی
- حق تنفس
- روایت؛ لوریس چکناواریان
- روایت؛ رضا دقتی
- مسافر خیابان پاستور
- افسانه‌های کاغذی
- سلاح‌های شیمیایی؛ تنفس مرگ[۲۷]
- در جستجوی شادی با هومن خلعتبری
- رفاقت؛یک مستند(اشاره به همکاری چند ساله خانوم(گوگوش)و آقای(مارتیک)دارد.

و جدید ترین مستند منوتو عبارت است از هما سر شار در گفت و گو با گوگوش